# Єрмілов Сергій Федорович
Сергій Федорович Єрмілов (нар. 16 листопада 1958, с. Магаджан, Новоросійський район Актюбінської області — зараз у складі міста Актобе, Казахстан) — український політик, державний діяч, фахівець у галузі енергетики й енергозбереження.
Міністр палива та енергетики України (2000—2001, 2002—2004).
Голова Національного аґентства України з питань забезпечення ефективного використання енергетичних ресурсів (2009—2010).

## Освіта
- Київський політехнічний інститут, 1982, інженер-механік, спеціальність «Парогенераторобудування».

- Національна академія управління, 1999, маґістр з фінансового менеджменту.

## Біографія
Вересень 1975 — серпень 1976 — транспортний робітник тресту «Київміськбуд-2».
Вересень 1976 — червень 1982 — студент Київського політехнічного інституту.
Червень 1982 — червень 1984 — служба в лавах Радянської Армії.
Серпень 1984 — червень 1989 — машиніст-обхідник, ст. інженер з експлуатації, інженер III категорії турбінного цеху Дирекції будівництва Кримської АЕС.
Червень 1989 — лютий 1992 — машиніст-обхідник газотурбінного обладнання, інженер I категорії газотурбінної електростанції «Тенґіз», ВО «Союзтрансенерго».
Березень 1992 — грудень 1996 — інженер I категорії, начальник виробничо-тех. відділу, заст. гол. інженера — нач. виробничо-тех. відділу, гол. інженер Дирекції будівництва Кримської ТЕС.
Грудень 1996 — листопад 1997 — директор дочірнього підприємства «Східнокримська енергетична компанія».
Листопад 1997 — липень 1999 — Голова правління — директор Державної акціонерної енергопостачальної компанії «Крименерго».
Червень 1999 — січень 2000 — Перший заступник Міністра енергетики України.
Березень 2000 — липень 2000 — радник Прем'єр-міністра України.
13 липня 2000 — 6 березня 2001 — Міністр палива та енергетики України в уряді Віктора Ющенка.
Грудень 2001 — листопад 2002 — радник Міністра палива та енергетики України.
30 листопада 2002 — 5 березня 2004 — Міністр палива та енергетики України в уряді Віктора Януковича.
2004—2009 — директор ТОВ «Інститут проблем екології та енергозбереження».
Березень 2006 — кандидат в народні депутати України від ПЕП «ЕКО+25 %», № 2 в списку.
15 квітня 2009 — 31 травня 2010 — голова Нац. аґентства України з питань забезпечення ефективного використання енергетичних ресурсів.
Державний службовець 1-го рангу (2009).

## Відзнаки
- Заслужений енергетик СНД.
- Орден Дружби (2003, РФ).
- Медаль «Незалежність України» (2003, Міжнар. акад. рейтинг популярності і якості «Золота фортуна»).
- Орден Святого Рівноапостольного князя Володимира Великого III ст.
- Знаки «Шахтарська слава» III, II ст.
- Почесна грамота КМ України (серпень 2004)[13].

## Сім'я
Дружина Лариса Миколаївна; сини Павло (1982) і Олексій (1986).